# The Voice of the Philippines
Pour les articles homonymes, voir The Voice.
The Voice of the Philippines est une émission de télévision philippine de télé-crochet musicale diffusée sur le réseau ABS-CBN depuis le 15 juin 2013. Le format est adapté de l'émission musicale néerlandaise The Voice Of Holland, créée par John de Mol.

## Participants
| Saisons        | Saisons | Saisons |
| Coach          | 1       | 2       |
| -------------- | ------- | ------- |
| apl.de.ap      |         |         |
| Lea Salonga    |         |         |
| Sarah Geronimo |         |         |
| Bamboo Mañalac |         |         |

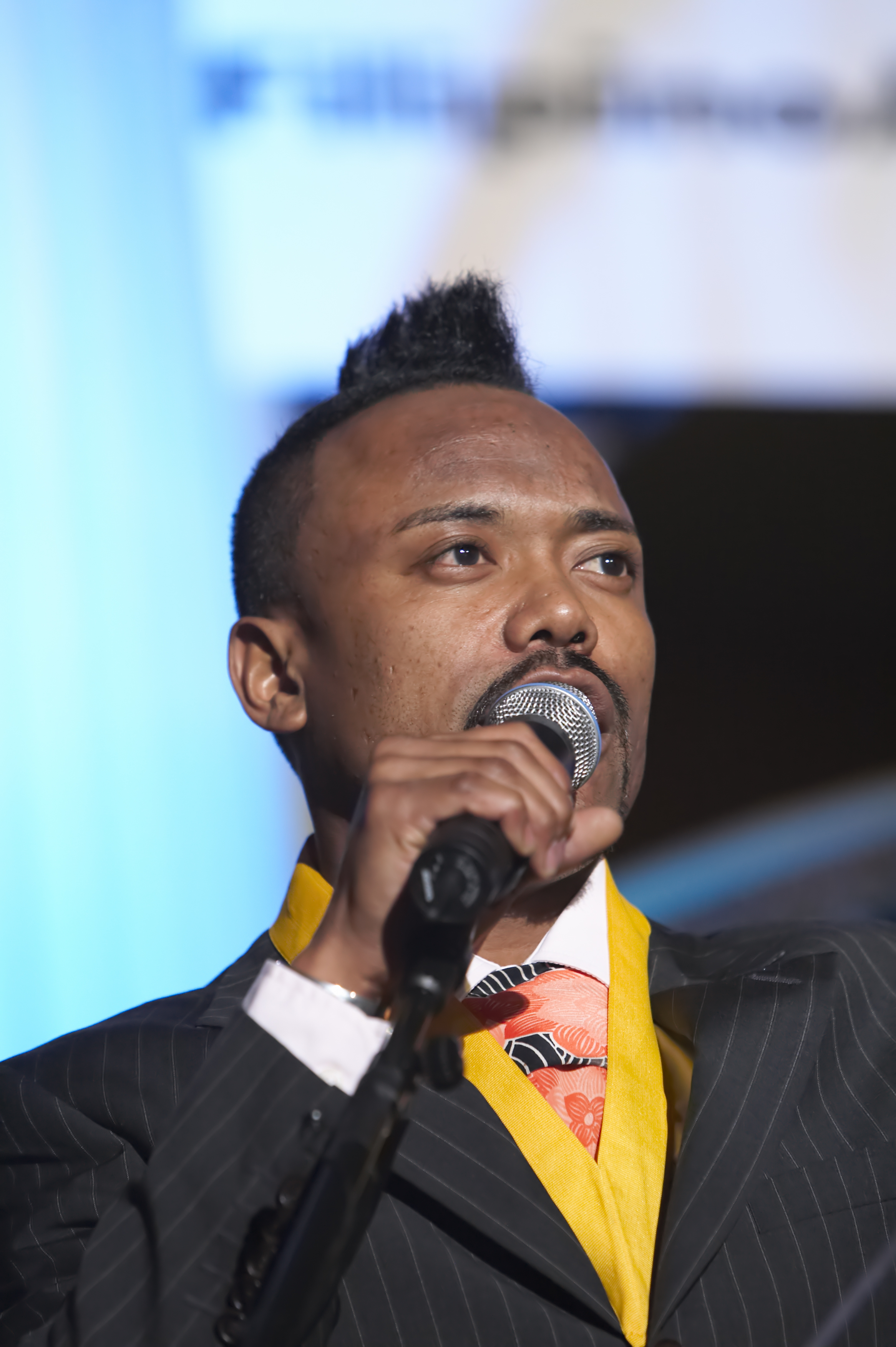
apl.de.ap
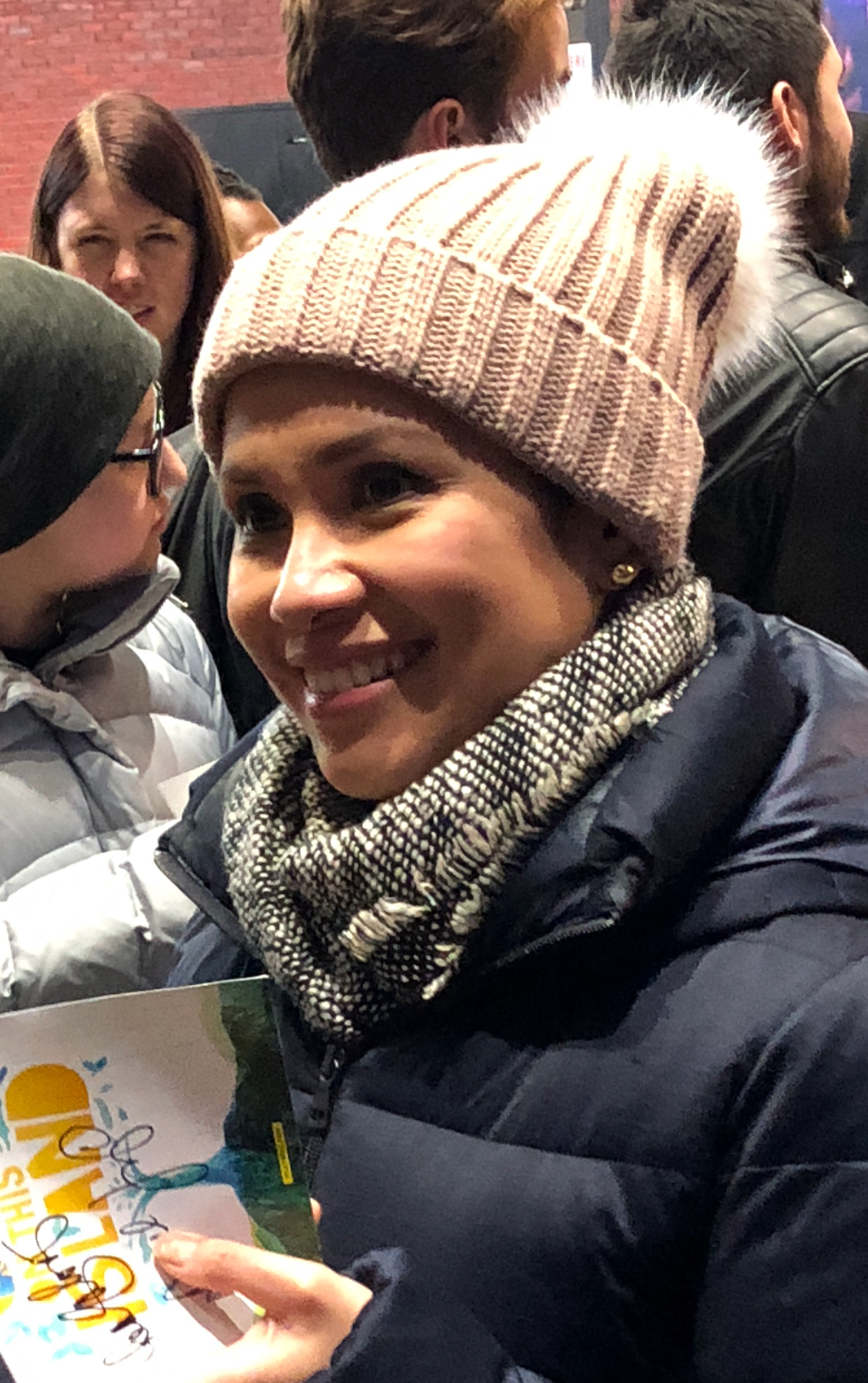
Lea Salonga
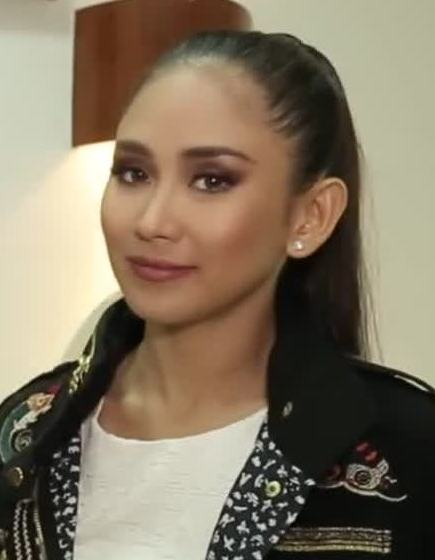
Sarah Geronimo
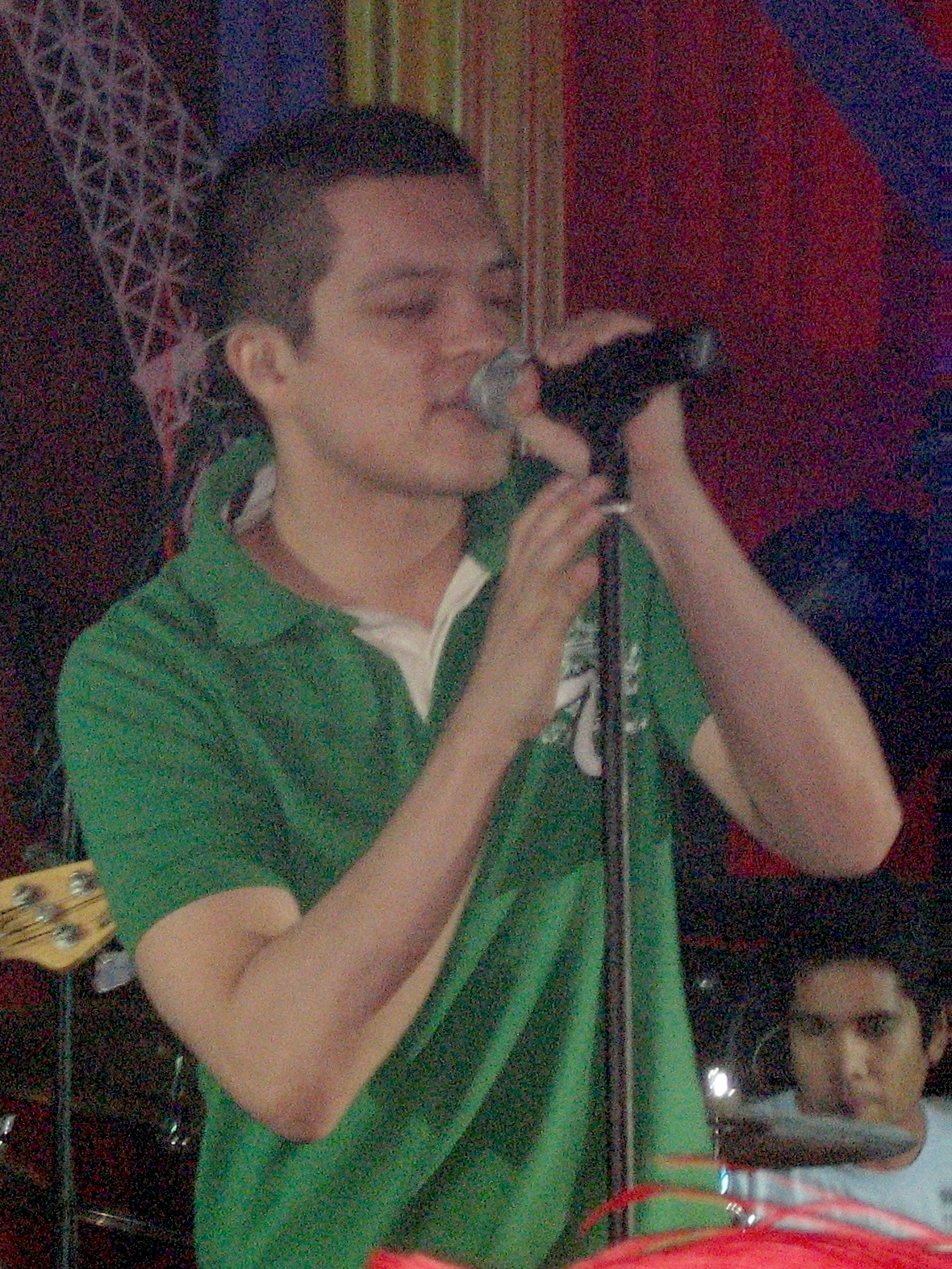
Bamboo Mañalac

### Résumé des saisons
- Équipe apl.de.ap
- Équipe Lea
- Équipe Sarah
- Équipe Bamboo

| Saison | Chaîne                         | Première        | Finale            | Vainqueur     | Deuxième           | Troisième     | Autres finalistes | Coach gagnant  | Présentateurs | Présentateurs | Présentateurs | Présentateurs | Ordre des chaises des coachs | Ordre des chaises des coachs | Ordre des chaises des coachs | Ordre des chaises des coachs |
| Saison | Chaîne                         | Première        | Finale            | Vainqueur     | Deuxième           | Troisième     | Autres finalistes | Coach gagnant  | Principal     | Principal     | Coulisses     | Coulisses     | 1                            | 2                            | 3                            | 4                            |
| ------ | ------------------------------ | --------------- | ----------------- | ------------- | ------------------ | ------------- | ----------------- | -------------- | ------------- | ------------- | ------------- | ------------- | ---------------------------- | ---------------------------- | ---------------------------- | ---------------------------- |
| 1      | ABS-CBN & The Filipino Channel | 15 juin 2013    | 29 septembre 2013 | Mitoy Yonting | Klarisse de Guzman | Janice Javier | Myk Perez         | Lea Salonga    | Toni Gonzaga  | —             | Robi Domingo  | Alex Gonzaga  | apl.de.ap                    | Lea                          | Sarah                        | Bamboo                       |
| 2      | ABS-CBN & The Filipino Channel | 26 octobre 2014 | 1er mars 2015     | Jason Dy      | Alisah Bonaobra    | Leah Patricio | Rence Rapanot     | Sarah Geronimo | Toni Gonzaga  | Luis Manzano  | Robi Domingo  | Alex Gonzaga  | apl.de.ap                    | Lea                          | Sarah                        | Bamboo                       |

### Sources
- (en) Cet article est partiellement ou en totalité issu de l’article de Wikipédia en anglais intitulé « The Voice of the Philippines » (voir la liste des auteurs).